# Colin Seeley

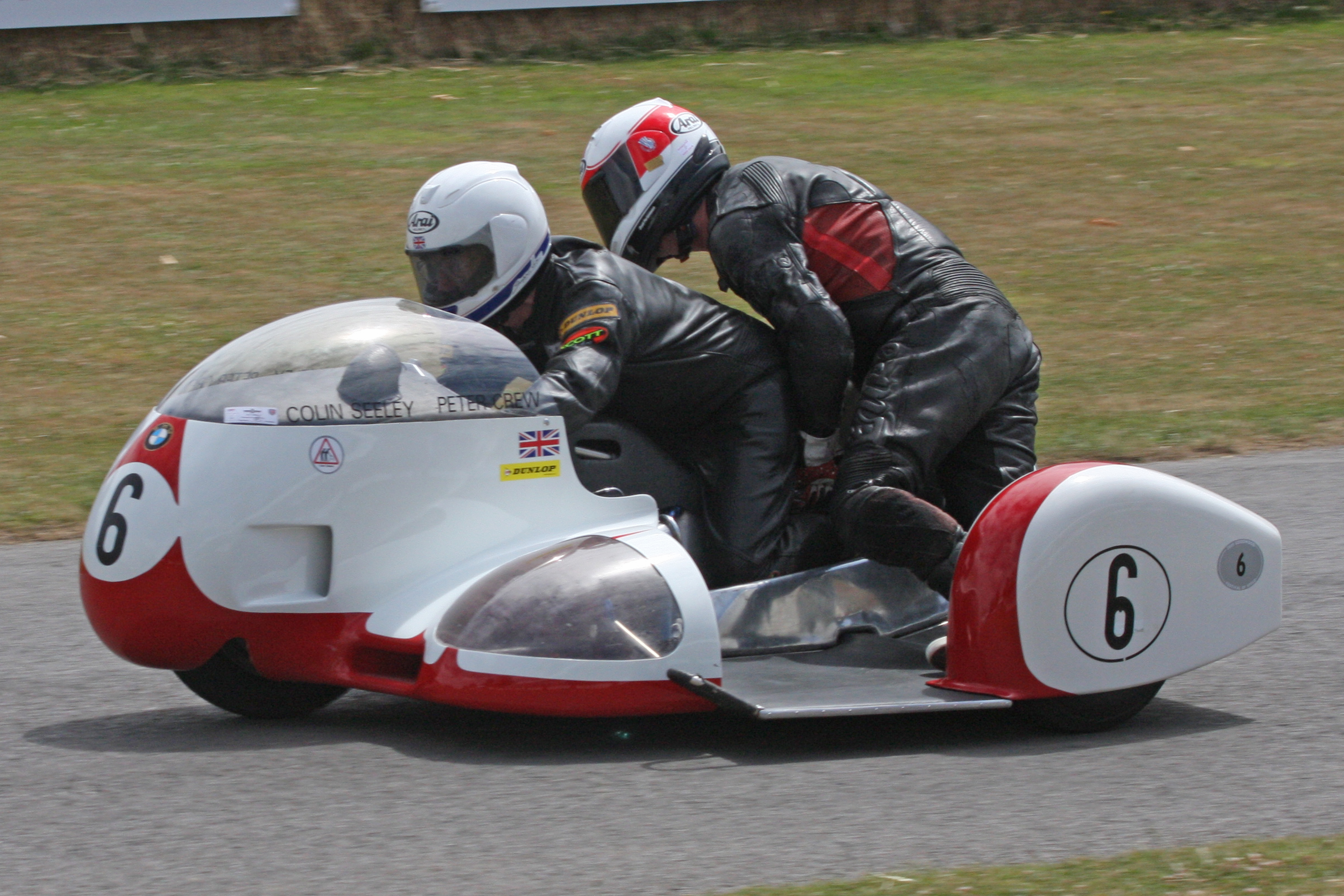
Seeleys 750-cm³-BMW-Gespann von 1968

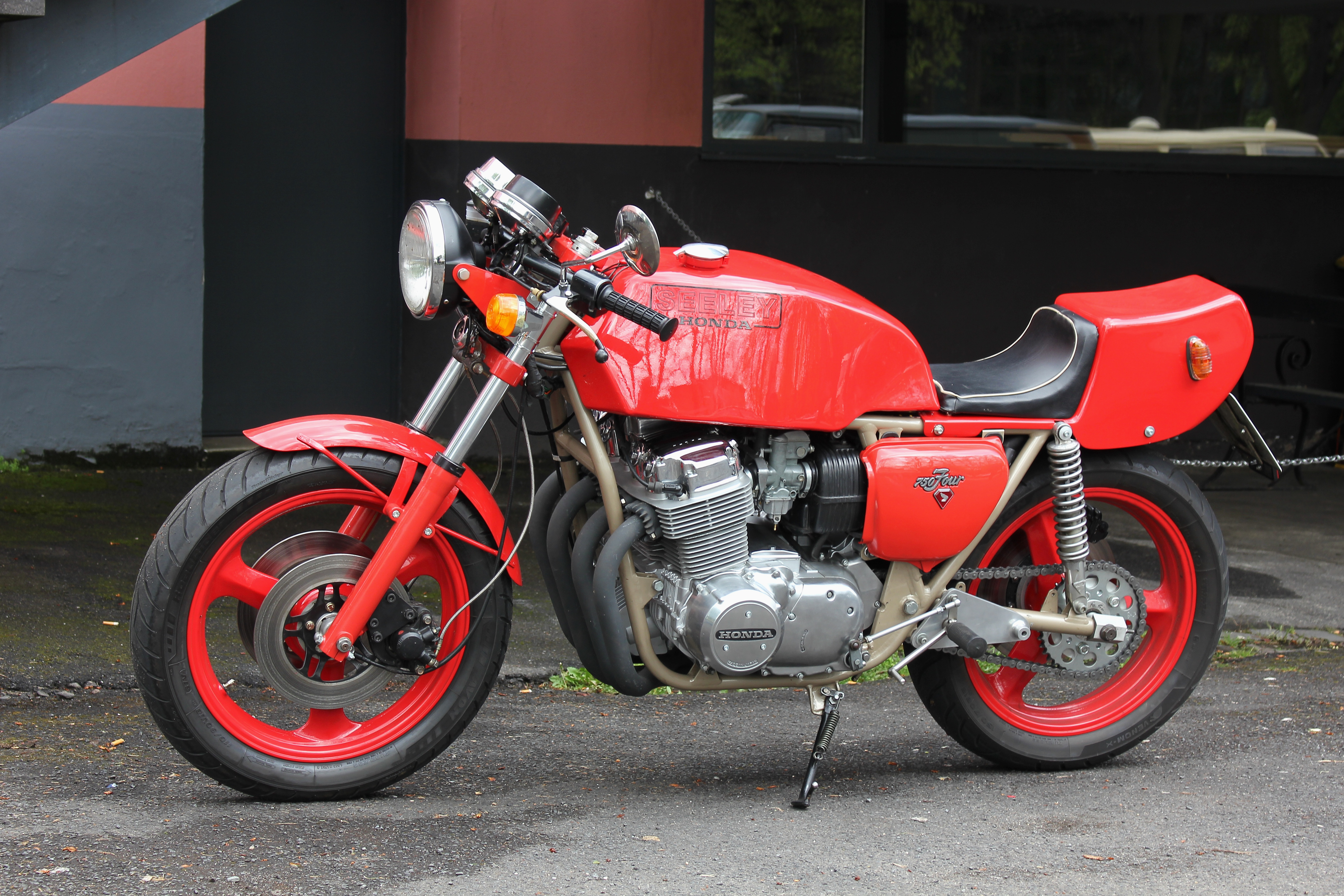
Seeley-Honda (1977)

Colin Seeley (* 2. Januar 1936 in Crayford, Kent, England; † 7. Januar 2020) war ein britischer Motorradrennfahrer und seit 1966 auch Motorradhersteller (Seeley Motorcycles).

## Biographie
Nachdem er zunächst Fahrgestelle für britische Einzylinder von Matchless und A.J.S. gefertigt hatte und danach Fahrwerke für die Rennteams von Ducati, Husqvarna, Suzuki und Yamaha konstruierte, verlegte er sich ab 1975 auf den Bau eigener Motorradrahmen aus Reynolds-531-Stahlrohr für die Honda CB 750 Four. Seeley arbeitete zeitweise auch für die Herstellung der Brabham-Rennwagen mit Bernie Ecclestone zusammen.